# Empoasca faciata
Empoasca faciata är en insektsart som först beskrevs av Irena Dworakowska 1972.  Empoasca faciata ingår i släktet Empoasca och familjen dvärgstritar. Inga underarter finns listade i Catalogue of Life.